# Eleonora Wild
Eleonora Wild, född den 9 juni 1969 i Bačka Topola Serbien, är en jugoslavisk basketspelare som var med och tog OS-silver 1988 i Seoul. Detta var Jugoslaviens första medalj i de olympiska baskettävlingarna för damer.